# Concordia, Antioquia
Concordia este un municipiu din departamentul Antioquia, Columbia.